# Твитунуп
Твитунуп — потухший вулкан на полуострове Камчатка, Россия.
Вулкан относится к Срединному вулканическому поясу и Седанкинскому вулканическому району.
Он находится на западном склоне Срединного хребта севернее вулканов Леутонгей и Тузовский.
Форма вулкана представляет собой пологий щит, венчающийся тремя шлаковыми конусами. В географическом плане вулканическое сооружение имеет вытянутую в северо-западном направлении форму с осями 14 × 7 км, площадью в 50 км². Объём изверженного материала ~10 км³. Абсолютная высота — 1450 м, относительная: восточных склонов — 400 м, западных — 100 м.
Состав продуктов извержений представлен базальтами.
Деятельность вулкана относится к голоценовому периоду.